# Óscar Suárez Mira
Óscar de Jesús Suárez Mira (Bello, 1959)es un político colombiano miembro del Partido Conservador Colombiano y exmilitante de Movimiento Alas Equipo Colombia.
Ha sido elegido por elección popular para integrar el Senado y la Cámara de Representantes de Colombia en dos ocasiones.

. El 24 de julio de 2013 fue condenado por el delito de concierto para delinquir agravado por la Corte Suprema de Justicia de Colombia (Parapolítica en las elecciones legislativas de 2006). Actualmente prófugo de la justicia.

## Biografía
Suárez Mira nació y creció en el barrio Puerto Bello, una humilde localidad del municipio de Bello, allí fue criado junto a sus diez hermanos por sus padres, Maestra de Escuela su madre y Agente Policía su padre, integró varias juntas de acción comunal en el municipio, donde fue líder comunitario por varios años y también empleado de la administración municipal donde se desempeñó cómo conductor de volqueta y alternaba sus responsabilidades cómo trabajador oficial con sus estudios de Derecho en la Universidad Autónoma Latinoamericana de Medellín, luego se convertiría en alcalde de esa localidad, gracias a su popularidad entre las personas más humildes del municipio. Durante su gestión se realizó la construcción del Hospital de Zamora, el Comando de la Policía Nacional del Aburrá Norte y la Biblioteca Marco Fidel Suárez, entre otras muchas obras que han beneficiado al municipio. Entre sus parientes sobresale la congresista Olga Lucía Suárez Mira, quién, también como él, fue senadora en Senado de la República de Colombia y su hermano, César Augusto, quien también se desempeñó como alcalde del municipio entre 2016 y 2019.
En las elecciones legislativas de Colombia de 2006, Suárez Mira fue elegido senador de la república de Colombia con un total de 71.212 votos y en las elecciones legislativas de Colombia de 2002, Suárez Mira fue elegido miembro de la Cámara de Representantes de Colombia con un total de 31.191 votos.
Su última unidad de trabajo legislativo (UTL) fue conformada por:
- Duran Tejada, Lina María
- Mora Tapias, Diana Rocío
- Pena Castro, Jaime I
- Quinones Benavides, Luis Guillermo
- Sánchez Calderon, Viviana María
- Tabares Gallego, Sary Julieth
- Vallejo Aguirre, Rosa Helena

### Iniciativas
El legado legislativo de Óscar de Jesús Suárez Mira se identificó por su participación en las siguientes iniciativas desde el congreso:

- Fijar o modificar el límite de departamentos y distritos; a las asambleas departamentales el de municipios, y al Gobierno Nacional el de las entidades territoriales indígenas.[6]
- Homenaje Público al municipio de Yolombó, en el Departamento de Antioquia, con motivo de conmemorar los 450 años de establecido el primer asentamiento Humano en su territorio (Archivado).[7]
- Presupuesto para la adecuación y ampliación del Palacio Municipal, para la reforma estructura física Casa de la Cultura Juan Crisóstomo Echeverri, y apoyo Programa Granjas Turísticas (Aprobado).[8]
- Medidas de protección a las víctimas del secuestro y sus familias.[9]
- Emisión de la estampilla Politécnico Colombiano Jaime Isaza Cadavid (Aprobado).[10]
- Dar reconocimiento al municipio de San Agustín como Distrito Especial Histórico, Biodiverso y Ecoturístico del departamento del Huila Colombia, por su famoso legado histórico arqueológico (Archivado).[11]
- Regular la prestación del servicio de transporte público terrestre alternativo, a través de la habilitación de empresas de transporte público terrestre individual de pasajeros.[12]
- Emisión de la Estampilla Universidad de Antioquia de Cara al Tercer Siglo de Labor.[13]

## Investigaciones
En octubre de 2009, Óscar Suárez Mira renunció a su curul en el Senado para atender una investigación preliminar que la Corte Suprema de Justicia le abrió desde el finales del año 2006 originada en los testimonios de varias familias de desplazados de Bello (Antioquia) quienes aseguraron desde marzo de 2006, haber sido presionados por paramilitares para votar por Suárez Mira al Senado de la República, sin embargo hasta el momento la Corte Suprema no ha podido avanzar en la investigación y la misma se encuentra en etapa preliminar dado que no existe una prueba idónea para continuar con la misma.

### Parapolítica
Inicialmente la Corte Suprema de Justicia vinculó a Suárez Mira a la investigación, por presuntos vínculos con las Autodefensas del Urabá Antioqueño, en virtud de la supuesta declaración hecha por alias "El Alemán". De esta manera fue involucrado en la investigación por el escándalo de la parapolítica. Sin embargo, la alta Corte no encontró méritos, para formular pliego de cargos en contra de Oscar Suárez Mira y en consecuencia, el proceso no pasó de ser una indagación preliminar. La investigación contra Suárez buscaba confirmar supuestos nexos con 'el alemán'. En abril del 2006, el exjefe de las Autodefensas Unidas de Colombia, Freddy Rendón Herrera, lo identifió como uno de un total de 23 políticos regionales que fueron financiados por ellos y además con los cuales supuestamente se llegaron acuerdos electorales. La versión del paramilitar, sería rectificada en sus últimos testimonios ante el alto tribunal donde aseveró no conocer a Oscar Suárez Mira.
El 24 de julio de 2013 fue condenado por el delito de concierto para delinquir agravado por la Corte Suprema de Justicia de Colombia (Parapolítica en las elecciones legislativas de 2006).

### Administrativas
Para el 2010, el excongresista, tiene medida cautelar que le impide salir fuera del país a causa de supuestamente haber violado el régimen de Inhabilidades e incompatibilidades, el Fiscal 21 de la Unidad nacional de delitos contra la Administración Pública dictó medidida cautelar consistente en la prohibición de abandonar el país en contra del exsenador.
La investigación está relacionada con un contrato de comodato que Suárez Mira suscribió en 1995, cuando era el alcalde de Bello, población que queda al Norte del Valle de Aburrá, con la Corporación Deportiva Bello Fútbol Club, de la cual uno de sus hermanos era miembro activo en la Junta Directiva. La Fiscalía informó que en ese contrato la municipalidad cedió derechos de una ficha deportiva a favor de la mencionada institución.
Oscar Suárez Mira dijo al respecto que frente a la determinación judicial interpondrá los recursos de ley en la Fiscalía Delegada ante el Tribunal Superior de Bogotá, al tiempo que continúa en la defensa de las decisiones que tomó en ese momento, en cuanto está seguro de que estuvieron ceñidas a la ley y a las atribuciones que tenía en ese entonces como alcalde.
Agregó que dicho contrato tenía el propósito de que Bello pudiera tener representación en el torneo de la Primera B del Fútbol Profesional Colombiano.

### Detención
El 26 de enero de 2011, Suárez Mira fue detenido por orden de la Corte Suprema de Justicia de Colombia debido a la investigación que se adelanta contra el exsenador por presunto vínculos con grupos paramilitares durante las Elecciones legislativas de Colombia de 2006. Su aprensión se realizó a las 10:45 de la mañana (UTC –5 GMT) en el municipio de Bello (Antioquia).
El exsenador fue capturado el 13 de agosto de 2020, por solicitud de La Corte Suprema de Justicia, quien lo requiere nuevamente, por delito de enriquecimiento ilícito.

## Carrera política
Su trayectoria política se ha identificado por:

### Partidos políticos
A lo largo de su carrera ha representado los siguientes partidos:
| Partido político                | Fecha Inicio        | Fecha Fin           |
| Partido Conservador             | 20 de julio de 2010 |                     |
| Movimiento Alas Equipo Colombia | 20 de julio de 2005 | 19 de julio de 2010 |
| Fuerza Progresista              | 20 de julio de 2002 | 20 de julio de 2005 |

### Cargos públicos
Entre los cargos públicos ocupados por Óscar de Jesús Suárez Mira, se identifican:
| Cargo público                        | Partido político                | Fecha Inicio        | Fecha Fin               |
| Senador de la República de Colombia  | Movimiento Alas Equipo Colombia | 20 de julio de 2006 | 22 de octubre de 2009   |
| Cámara de Representantes de Colombia | Fuerza Progresista              | 20 de julio de 2002 | 19 de julio de 2006     |
| Alcalde Municipio de Bello           | Fuerza Progresista              | 1 de enero de 1995  | 31 de diciembre de 1997 |